# Ammandra decasperma
Ammandra es un género monotípico con una única especie: Ammandra decasperma, perteneciente a la familia de las palmeras (Arecaceae). Es originaria de Sudamérica.

## Distribución y hábitat
La tagua de monte, antá o cabecita, es una palma que se encuentra en las selvas húmedas de las llanuras del Pacífico al occidente de Colombia a menos de 200 m s. n. m. entre Buenaventura y el valle medio del río Atrato.

## Descripción
Es una palma solitaria y acaule. Tiene hojas pinnadas de 2 cm de ancho y 10 a 12 cm de longitud con vaina de 1,2 a 1,7 m de largo, muy fibrosa casi en toda su longitud, semejando al peciolo. Peciolo erecto de 1 a 1,2 m de longitud, a veces mayor, 2 a 2,5 cm de diámetro en la base; 45 a 56 pinnas a cada lado; pinnas basales 40 a 49 cm de largo, 1 a 1,5 cm de ancho.
Inflorescencia estaminada con profilo aplanado, carinado, coriáceo; bráctea peduncular de 37 por 6 cm. En el ápice, delgada, carinada, la superficie lisa; pedúnculo 49 cm con 5 brácteas rudimentarias distribuidas hacia el ápice; algunos de los grupos basales separados 2 a 3 cm, el resto más o menos compactos; las cabezuelas de flores de 3 por 3 cm cada cabezuela de 6 a 10 recesptáculos individuales ampliamente angulares o diversamente comprimidos de 1 a 1,5 cm de longitud y anchura. Inflorescencias postiladas en estado fructífero cada una de 30 cm de longitud; bráctea peduncular de 18 cm, carinada. 
Los frutos en grupos de 3 a 9, formando cabezuelas de 13 cm diámetro; cada fruto subtenido por una bráctea de 2 cm de ancho y por el periantio persistente con 4 sépalos y 5 a 6 pétalos; con protuberancias leñosas y estilos leñosos de 1 a 3 cm; exocarpio de fibras cortas; mesocarpio con fibras delgadas. Contiene de 7 a 10 semillas, fuertemente comprimidas y de lados aplanados, de 4.5 a 5 cm de largo por 3 a 4 cm de anchura y 2,2 a 3 cm de diámetro, con superficie lisa y obscura; endocarpio óseo, quebradizo rodeando completamente cada semilla, semilla libre del endocarpio, cuneiforme, la cara abaxial redondeada, los lados planos; endosperma homogéneo, embrión lateral cerca de la base. Primer eofilo pinnado.

## Taxonomía
Ammandra decasperma fue descrita por Orator F. Cook y publicado en Journal of the Washington Academy of Sciences 17: 218. 1927.

## Sinonimia
- Phytelephas decasperma (O.F.Cook) Dahlgren (1936).
- Phytelephas dasyneura Burret (1930).
- Ammandra dasyneura (Burret) Barfod (1991), no exact basionym page.[4]